# Шусуоп (озеро)
Шусуоп (англ. Shuswap Lake) — озеро в провинции Британская Колумбия в Канаде.

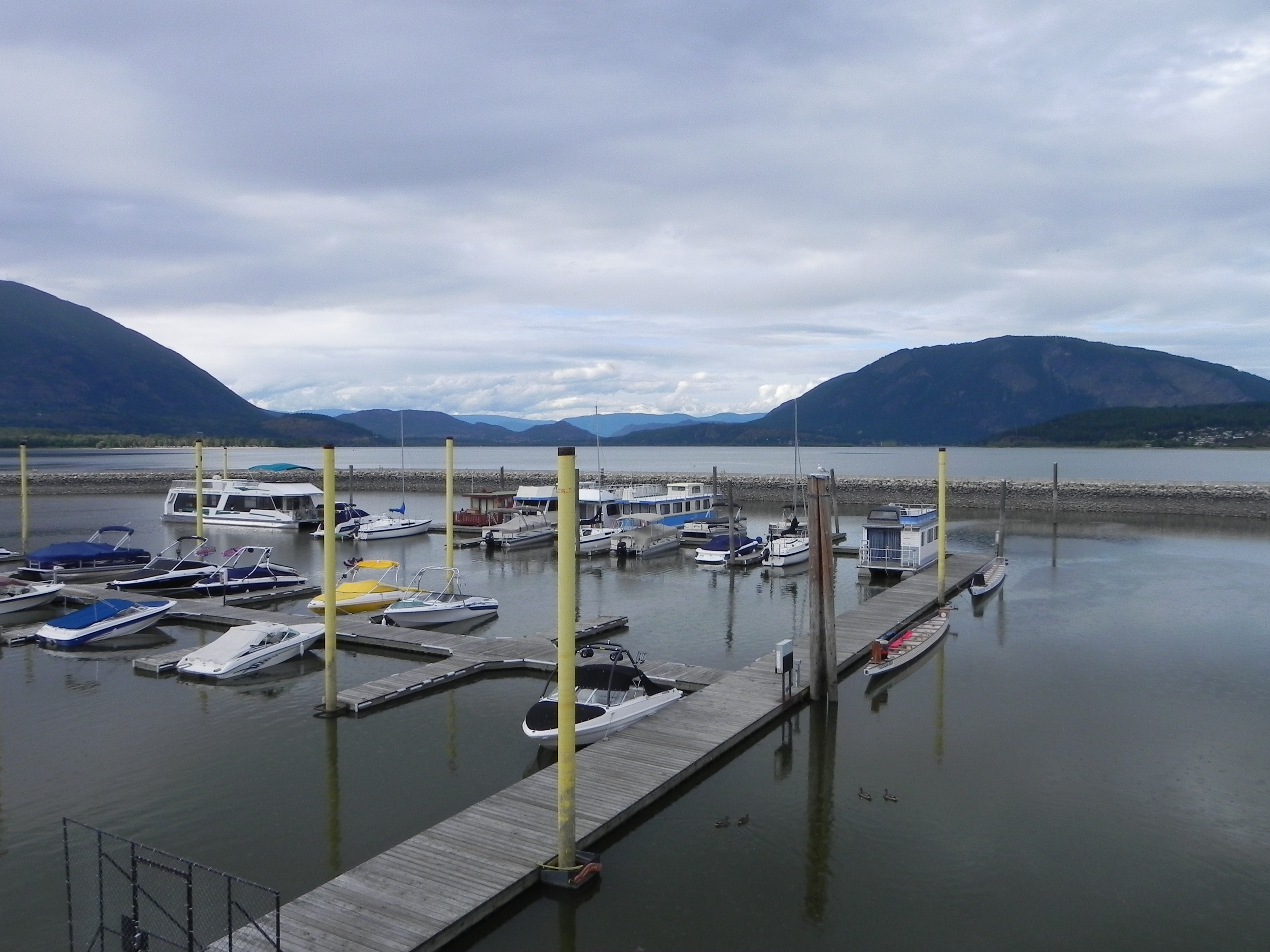
Бухта в Салмон-Арм

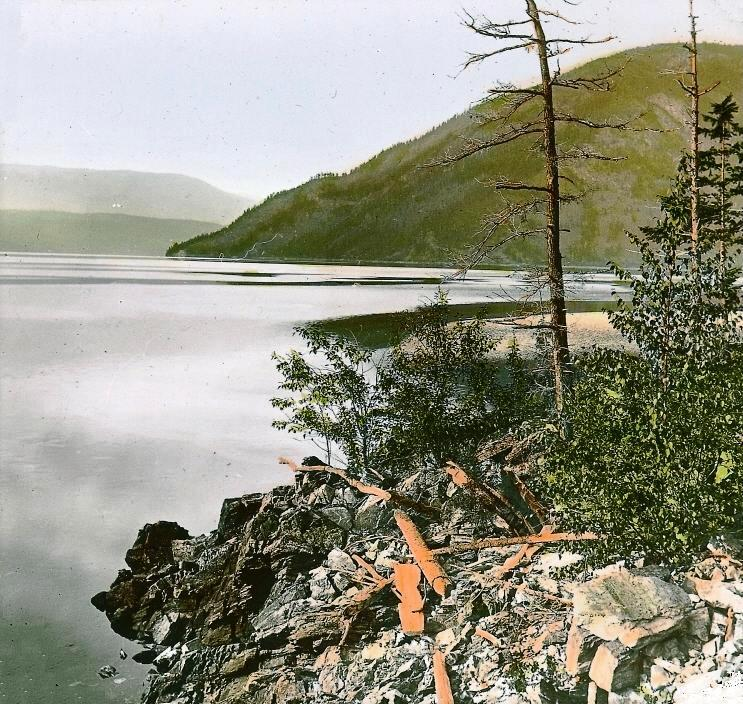
Вид на озеро

## География
Расположено в южной части провинции. Одно из достаточно больших озёр Канады — площадь 310 км². Высота над уровнем моря 347 метров, колебания уровня озера до 3 метров.
Озеро состоит из четырёх рукавов и по форме напоминает латинскую букву H. Названия рукавов — Салмон-Арм (юго-запад), Анстей-Арм (северо-восток), Сеймур-Арм (север) и основное озеро (запад). Сток из западного конца озера по реке Литтл в озеро Литтл-Шусуоп. Литтл Шусуоп является истоком реки Саут-Томпсон, которая возле города Камлупс сливается с Норт-Томпсон, образуя реку Томпсон — один из притоков реки Фрейзер (бассейн Тихого океана).
Самый большой остров озера — Коппер.

## Климатические условия
Средняя температура января равна −5 °C, средняя температура июля равна 20 °C, среднегодовая температура составляет 7,8 °C. Количество осадков минимально в апреле (32 мм), максимально в декабре (80 мм), среднегодовое количество осадков равно 660 мм. Ледостав с января по март.

## Провинциальные парки возле озера Шусуоп
- Шусуоп-Лейк
- Шусуоп-Лейк-Марин
- Синнемусан-Нарроус
- Родерик-Хей-Браун
- Силвер-Бич

## Озёрная фауна
В озере обитает несколько видов лососёвых рыб: нерка, чавыча, радужная форель, озёрная форель, носатый голец, горный валёк, сельдевидный сиг. Кроме лососёвых в озере также есть бычок подкаменщик и налим. Озеро является «яслями» для лососёвых рыб, которые нерестятся в реках, впадающих в озеро. Наиболее заметной рекой-нерестилищем является река Адамс. Годовой улов рыбы составляет 20 тонн.